# Sergio López Galache
Sergio López Galache (Remscheid, Alemania, 8 de abril de 1999), más conocido como Sergio López, es un futbolista español. Juega como lateral derecho en el S. V. Darmstadt 98 de la 2. Bundesliga.

## Trayectoria
Sergio es nieto de emigrantes españoles que se fueron a trabajar a Alemania, nacido en Remscheid (Düsseldorf), en la región de Renania del Norte-Westfalia, pero criado en Salamanca. El lateral derecho se formó en las categorías inferiores de la UD Salamanca en la que estuvo desde 2007 a 2013 y de la UD Santa Marta, donde permaneció de 2013 hasta 2016, cuando ingresó en el Real Madrid CF para jugar en categoría juvenil.
En la temporada 2018-19, tras acabar su etapa de juvenil, forma parte de la plantilla del Real Madrid Castilla CF de la Segunda División B de España.
El 22 de septiembre de 2020, el jugador firma en calidad de cedido por el Real Valladolid Club de Fútbol Promesas de la Segunda División B de España.
El 23 de junio de 2021, tras finalizar su contrato con el Real Madrid Castilla CF, firma durante tres temporadas por el F. C. Basilea de la Superliga de Suiza.
El 17 de junio de 2024, tras finalizar su contrato con el F. C. Basilea, firma por el S. V. Darmstadt 98 de la 2. Bundesliga.

## Clubes
Actualizado al último partido disputado el 29 de mayo de 2023.
| Club                              | País          | Año           | Partidos | Goles |
| --------------------------------- | ------------- | ------------- | -------- | ----- |
| Real Madrid Castilla C. F.        | España        | 2018-2021     | 41       | 0     |
| Real Valladolid Promesas (cedido) | España        | 2020-2021     | 24       | 0     |
| Real Valladolid C. F.             | España        | 2020-2021     | 1        | 0     |
| F. C. Basilea                     | Suiza         | 2021-2024     | 83       | 3     |
| S. V. Darmstadt 98                | Alemania      | 2024-Act.     |          |       |
| Total carrera                     | Total carrera | Total carrera | 149      | 3     |